# Kabuyenge (periodiskt vattendrag i Kirundo)
Kabuyenge är ett periodiskt vattendrag i Burundi.   Det ligger i provinsen Kirundo, i den norra delen av landet, 140 kilometer nordost om huvudstaden Bujumbura.
Omgivningarna runt Kabuyenge är huvudsakligen savann. Runt Kabuyenge är det tätbefolkat, med 319 invånare per kvadratkilometer.